# Landhockey vid olympiska sommarspelen 1996
Landhockeyturneringen vid olympiska sommarspelen 1996 avgjordes i Herndon Stadium och Panther Stadium, Atlanta.

## Medaljfördelning
| Event                           | Guld | Silver | Brons |
| Herrarnas turnering Detaljer... | Nederländerna Floris Jan Bovelander Jacques Brinkman Maurits Crucq Teun de Nooijer Marc Delissen Jeroen Delmee Ronald Jansen Erik Jazet Leo Gebbink Bram Lomans Taco van den Honert Tycho van Meer Wouter van Pelt Remco van Wijk Stephan Veen Guus Vogels | Spanien Jaime Amat Pablo Amat Javier Arnau Jordi Arnau Oscar Barrena Ignacio Cobos Juan Dinarés Juan Escarré Xavier Escudé Juantxo García-Mauriño Antonio González Ramón Jufresa Joaquín Malgosa Victor Pujol Ramón Sala Pablo Usoz      | Australien Stuart Carruthers Baeden Choppy Stephen Davies Damon Diletti Lachlan Dreher Lachlan Elmer Brendan Garard Paul Gaudoin Mark Hager Paul Lewis Grant Smith Matthew Smith Daniel Sproule Jay Stacy Ken Wark Michael York                                                                      |
| Damernas turnering Detaljer...  | Australien Michelle Andrews Alyson Annan Louise Dobson Renita Farrell Juliet Haslam Rechelle Hawkes Clover Maitland Karen Marsden Jenny Morris Jackie Pereira Nova Peris-Kneebone Katrina Powell Lisa Powell Danni Roche Kate Starre Liane Tooth           | Sydkorea Chang Eun-Jung Cho Eun-Jung Choi Eun-Kyung Choi Mi-Soon Jeon Young-Sun Jin Deok-San Kim Myung-Ok Kwon Soo-Hyun Kwon Chang-Sook Lee Eun-Kyung Lee Eun-Young Lee Ji-Young Lim Jeong-Sook Oh Seung-Shin Woo Hyun-Jung You Jae-Sook | Nederländerna Stella de Heij Wietske de Ruiter Mijntje Donners Willemijn Duyster Noor Holsboer Nicole Koolen Ellen Kuipers Jeannette Lewin Suzanne Plesman Florentine Steenberghe Margje Teeuwen Carole Thate Jacqueline Toxopeus Fleur van de Kieft Dillianne van den Boogaard Suzan van der Wielen |

## Medaljtabell
| Pl. | Nation        | Guld | Silver | Brons | Totalt |
| --- | ------------- | ---- | ------ | ----- | ------ |
| 1   | Australien    | 1    | 0      | 0     | 1      |
| 1   | Nederländerna | 1    | 0      | 0     | 1      |
| 3   | Spanien       | 0    | 2      | 0     | 2      |
| 4   | Sydkorea      | 0    | 0      | 1     | 1      |

## Grupper

### Herrar
Damernas turnering innehöll tolv lag i två grupper.
| Grupp A: - Spanien - Tyskland - Indien - Pakistan - Argentina - USA | Grupp B: - Nederländerna - Australien - Storbritannien - Sydkorea - Sydafrika - Malaysia |

Då alla lagen mött varandra gick de två bäst placerade vidare till semifinalerna.

### Damer
Damernas turnering innehöll åtta lag i en grupper.
Grupp A:
- Australien
- Sydkorea
- Storbritannien
- Nederländerna
- USA
- Tyskland
- Argentina
- Spanien